# Piotr Buchalski
Piotr Buchalski (Płock, 4 de marzo de 1981) es un deportista polaco que compitió en remo.
Ganó dos medallas en el Campeonato Europeo de Remo, en los años 2007 y 2008. Participó en los Juegos Olímpicos de Atenas 2004, ocupando el octavo lugar en la prueba de ocho con timonel.

## Palmarés internacional
| Campeonato Europeo | Campeonato Europeo | Campeonato Europeo | Campeonato Europeo |
| Año                | Lugar              | Medalla            | Prueba             |
| ------------------ | ------------------ | ------------------ | ------------------ |
| 2007               | Poznań (Polonia)   | Medalla de plata   | Ocho con timonel   |
| 2008               | Maratón (Grecia)   | Medalla de bronce  | Ocho con timonel   |